# 1371 Resi
1371 Resi este o planetă minoră (asteroid), cu un diametru de 27,155 km, din centura de asteroizi. A fost descoperită pe 31 august 1935 la Observatorul Königstuhl de Karl Wilhelm Reinmuth și a fost numită după . 
Obiectul prezintă o orbită caracterizată de o semiaxă mare de 3,2017409 UAi, o excentricitate de 0,116962, o înclinație de 16,42728 ° în raport cu ecliptica.